# 牙病
牙病是指先天性或后天性的任何牙齒疾病，是现代人类最常见的疾病之一。

## 例子

### 先天性
- 先天性無齒症

### 后天性
- 龋齿——或称蛀牙。口腔中的细菌利用食物残渣中的糖或淀粉产生酸，这些酸会侵蚀牙齿的结构，从而破坏牙釉質。同时，唾液中的矿物质（钙和磷酸鹽）与氟化物一起作用则可修复牙釉质[2]。龋齿是一种慢性病，可以预防，6至11岁的儿童和12至19岁的青少年中病情较为严重。十分之九的成年人会受到某种类型的蛀牙的影响。
- 牙齦膿腫——由于细菌感染而在牙齿或牙龈中积聚脓液，脓肿部位引起严重悸痛。由食用含糖或淀粉类食物和牙齿卫生不良引起，治疗时需排出脓液，并可能去除被感染的牙齿[3]。